# Szekessya hypophloeoides
Szekessya hypophloeoides là một loài bọ cánh cứng trong họ Salpingidae. Loài này được Kaszab miêu tả khoa học năm 1955.